# 검단로 (인천)
검단로(黔丹路)는 인천광역시 서구 오류동에서 경기도 김포시 감정동 중봉삼거리까지 잇는 간선도로로, 총연장은 10.262 km이다.

## 유래
해당 도로명은 해당 도로가 통과하고 있는 지역인 검단(黔丹)에서 유래되었고, 이 일대가 구 김포군 시절부터 인연이 깊은 지역이기 때문이다.

## 연혁
- 2009년 7월 10일 : 2개 이상 시·도에 걸쳐 있는 도로로 검단로를 고시[1]

## 통과하는 지자체
- 인천광역시 서구
  - 오류동 - 왕길동 - 마전동 - 불로동

- 경기도 김포시
  - 감정동

## 통과하는 도로
- 수도권제2순환고속도로
- 중봉대로
- 봉수대로
- 단봉로
- 완정로
- 마전로
- 불로로
- 고산후로
- 중봉로

## 주변 시설
인천광역시 서구
- 현우산업
- 아이스트로
- 대도볼트
- 티알시스템
- 케이웨더
- 검단오류역
- 드림파크어울림1단지아파트
- 검단자이2단지아파트
- 드림파크어울림2단지아파트
- 우드슬랩스토어
- 남희빌딩
- 검단원흥아파트
- 남동연립
- KT검단빌딩
- 검단e편한세상
- 검단사거리역
- IBK기업은행 검단지점
- 이지프라자아파트
- 검단나은의원
- 인천광역시 서구청 검단출장소
- 현대자동차 검단대리점
- 검단글로벌시티오피스텔
- 도란도란요양원
- 검단영진아파트
- 마전양우내안애아파트 (2022년 2월 입주 예정)
- 다이소 인천불로동점
- 호식이두마리치킨 인천불로점
- 불로동 백두아파트
- 퀸스타운 길훈아파트
- 이마트 에브리데이 불로점
- 퀸스타운 동성아파트
- 인천불로동 우편취급국
- 불로대곡동 행정복지센터
- 퀸스타운 신명아파트
- 불로동 월드아파트
- 불로한일타운아파트
- 불로동 동부아파트
- 늘품오일 한길셀프주유소
- 불로e편한세상아파트
- 불로신명스카이뷰아파트

경기도 김포시
- 푸른미르아파트
- 육미소 본점
- 생생아구찜 김포점
- 상일리베가구
- 김포가구단지
- 중봉마을 신안실크벨리아파트
- 실로원장기요양센터
- 성락교회 김포예배당

## 연계 철도역
- 인천 도시철도 2호선 : 검단오류역, 검단사거리역